# Tennis-Bundesliga 2014
Die Tennis-Bundesliga 2014 bestand aus drei Ligen, in denen bei den Herren, Damen und Herren 30 jeweils zwischen sieben und 10 Mannschaften um die Titel der Deutschen Mannschaftsmeister kämpften. Es handelte sich dabei um die 1. Bundesliga Herren, die 1. Bundesliga Damen und die 1. Bundesliga Herren 30 unterteilt in eine Nord- und eine Südstaffel. Daneben gab es bei den Damen und Herren als direkten Unterbau die 2. Bundesliga Herren und Damen.
Deutscher Mannschaftsmeister 2014 der Herren wurde die Mannschaft von TC Blau-Weiss Halle, bei den Damen sicherte sich der TC Fidonia Bocholt die Meisterschaft. Bei den Herren 30 gewann der Ratinger TC Grün-Weiß den deutschen Meistertitel.

## Organisation
Die Tennis-Bundesligen in Deutschland werden vom Deutschen Tennis Bund mit Sitz in Hamburg veranstaltet und organisiert. Grundlage für die Durchführung sind neben den Tennisregeln der ITF, die Turnierordnung des DTB sowie das Bundesliga-Statut.

## Namenssponsoren
Namenssponsor der 1. und 2. Tennis-Bundesliga der Herren war 2014 der Online-Tennis-Versandhändler Tennispoint, bei der 1. Bundesliga der Damen war 2014 der Online-Tennis-Versandhändler Tennis Warehouse Europe namensgebender Sponsor. Die Bundesliga der Herren 30 hatte 2014 keinen Namenssponsor.

## Tennis-Bundesliga der Herren 2014

### 1. Tennis-Bundesliga der Herren
Nach der Vizemeisterschaft im Vorjahr gewann der TC Blau-Weiss Halle ohne Niederlage und mit nur einem Punktverlust die deutsche Meisterschaft der Herren vor dem Titelverteidiger TK Kurhaus Aachen.
Der Aufsteiger TV Reutlingen und der Bremerhavener TV 1905 stiegen in die zweite Bundesliga ab.
|      | Mannschaft                 | Begegnungen | Punkte | Matches | Sätze | Spiele  |
| ---- | -------------------------- | ----------- | ------ | ------- | ----- | ------- |
| 01.  | TC Blau-Weiss Halle        | 9           | 17:1   | 45:9    | 95:33 | 626:426 |
| 02.  | TK Kurhaus Aachen (M)      | 9           | 16:2   | 39:15   | 86:39 | 582:428 |
| 03.  | TK Grün-Weiss Mannheim     | 9           | 13:5   | 34:20   | 77:50 | 584:488 |
| 04.  | Erfurter TC Rot-Weiß       | 9           | 12:6   | 37:17   | 84:53 | 554:486 |
| 05.  | TC Blau-Weiss Neuss        | 9           | 7:11   | 19:35   | 48:79 | 448:543 |
| 06.  | Badwerk Gladbacher HTC (A) | 9           | 6:12   | 24:30   | 61:73 | 497:542 |
| 07.  | Rochusclub Düsseldorf      | 9           | 6:12   | 22:32   | 59:72 | 534:538 |
| 08.  | HTC Blau-Weiß Krefeld      | 9           | 6:12   | 21:33   | 59:71 | 494:528 |
| 09.  | TV Reutlingen (A)          | 9           | 5:13   | 18:36   | 41:80 | 440:567 |
| 010. | Bremerhavener TV 1905      | 9           | 2:16   | 11:43   | 31:91 | 398:611 |

### 2. Tennis-Bundesliga der Herren
Die zweite Bundesliga wurde erstmals in zwei Gruppen Nord und Süd ausgetragen, von denen jeweils der Meister in die erste Bundesliga aufstieg. Im Norden gelang dies dem KTHC Stadion Rot-Weiss punktgleich aufgrund der besseren Matchbilanz vor dem TV Espelkamp-Mittwald. Im Süden setzte sich der Tennis-Club 1. FC Nürnberg trotz zweier Niederlagen vor drei punktgleichen Mannschaften mit je drei Niederlagen durch.
Der RTHC Bayer Leverkusen und der TC Amberg am Schanzl als jeweilige Tabellenletzte stiegen in die Regionalliga ab.

#### 2. Tennis-Bundesliga Nord
|     | Mannschaft                      | Begegnungen | Punkte | Matches | Sätze  | Spiele  |
| --- | ------------------------------- | ----------- | ------ | ------- | ------ | ------- |
| 01. | Kölner THC Stadion Rot-Weiß (N) | 7           | 10:4   | 39:24   | 90:57  | 648:516 |
| 02. | TV Espelkamp-Mittwald           | 7           | 10:4   | 35:28   | 80:63  | 607:545 |
| 03. | Oldenburger TeV (N)             | 7           | 8:6    | 32:31   | 73:72  | 615:605 |
| 04. | Solinger Tennis-Club 1902 (N)   | 7           | 8:6    | 32:31   | 68:78  | 545:604 |
| 05. | TC 1899 Blau-Weiss Berlin (N)   | 7           | 8:6    | 31:32   | 74:73  | 596:603 |
| 06. | TK Blau-Weiss Aachen            | 7           | 6:8    | 36:27   | 83:65  | 638:573 |
| 07. | Bremer TC v. 1912 (N)           | 7           | 6:8    | 31:32   | 72:76  | 558:574 |
| 08. | RTHC Bayer Leverkusen (N)       | 7           | 0:14   | 16:47   | 45:101 | 492:679 |

#### 2. Tennis-Bundesliga Süd
|     | Mannschaft                   | Begegnungen | Punkte | Matches | Sätze | Spiele  |
| --- | ---------------------------- | ----------- | ------ | ------- | ----- | ------- |
| 01. | 1. FC Nürnberg               | 7           | 10:4   | 35:28   | 78:71 | 614:603 |
| 02. | TC Wolfsberg Pforzheim       | 7           | 8:6    | 33:30   | 78:69 | 628:612 |
| 03. | SC Uttenreuth                | 7           | 8:6    | 32:31   | 78:69 | 633:561 |
| 04. | TC BW Dresden-Blasewitz (N)  | 7           | 8:6    | 30:33   | 67:81 | 579:643 |
| 05. | TC Bruckmühl-Feldkirchen (A) | 7           | 6:8    | 35:28   | 77:66 | 603:579 |
| 06. | TC Weinheim (N)              | 7           | 6:8    | 32:31   | 70:71 | 560:619 |
| 07. | TC Großhesselohe             | 7           | 6:8    | 27:36   | 70:82 | 605:596 |
| 08. | TC Amberg am Schanzl         | 7           | 4:10   | 28:35   | 69:81 | 586:611 |

## Tennis-Bundesliga der Herren 30 2014

### 1. Tennis-Bundesliga der Herren 30
Die Tennis-Bundesliga der Herren wurde erstmals in zwei Gruppen ausgetragen, dafür wurde die erste und zweite Bundesliga zusammengelegt. Die beiden erstplatzierten Mannschaften spielten jeweils über Kreuz, d. h. Gruppenerster im Norden gegen den Gruppenzweiten im Süden und umgekehrt, ein Halbfinale und die beiden Sieger das Finale um die deutsche Meisterschaft.
Der Ratinger TC Grün-Weiß gewann ungeschlagen sowohl in der Gruppenphase als auch in der Finalrunde die deutsche Meisterschaft. Vizemeister wurde der Zweitplatzierte der Nordstaffel, der TC Parkhaus Wanne-Eickel.

#### Finalrunde
|  | Halbfinale                | Halbfinale                | Halbfinale | Halbfinale | Halbfinale |  |  | Finale                    | Finale                    | Finale | Finale | Finale |
|  |                           |                           |            |            |            |  |  |                           |                           |        |        |        |
|  |                           |                           |            |            |            |  |  |                           |                           |        |        |        |
|  | Jacobi & Partner Ratingen | Jacobi & Partner Ratingen | 8          | 16         | 107        |  |  |                           |                           |        |        |        |
|  | Karlsruher ETV            | Karlsruher ETV            | 1          | 2          | 34         |  |  |                           |                           |        |        |        |
|  |                           |                           |            |            |            |  |  | Jacobi & Partner Ratingen | Jacobi & Partner Ratingen | 5      | 11     | 94     |
|  |                           |                           |            |            |            |  |  | TC Parkhaus Wanne-Eickel  | TC Parkhaus Wanne-Eickel  | 4      | 9      | 86     |
|  | TC Bruckmühl-Feldkirchen  | TC Bruckmühl-Feldkirchen  | 4          | 10         | 78         |  |  |                           |                           |        |        |        |
|  | TC Parkhaus Wanne-Eickel  | TC Parkhaus Wanne-Eickel  | 5          | 13         | 95         |  |  |                           |                           |        |        |        |
|  |                           |                           |            |            |            |  |  |                           |                           |        |        |        |

#### 1. Tennis-Bundesliga Nord
|     | Mannschaft                        | Begegnungen | Punkte | Matches | Sätze | Spiele  |
| --- | --------------------------------- | ----------- | ------ | ------- | ----- | ------- |
| 01. | Jacobi & Partner Ratingen         | 6           | 12:0   | 43:11   | 90:33 | 561:339 |
| 02. | TC Parkhaus Wanne-Eickel          | 6           | 10:2   | 40:14   | 83:34 | 557:343 |
| 03. | TC Blau-Weiß Wesel-Flüren         | 6           | 8:4    | 37:17   | 83:37 | 577:375 |
| 04. | Kölner THC Stadion Rot-Weiß       | 6           | 4:8    | 18:36   | 40:80 | 367:525 |
| 05. | Tennis- u. Hockey-Club Ahrensburg | 6           | 4:8    | 16:38   | 40:77 | 414:521 |
| 06. | TG Westfalia Dortmund             | 6           | 2:10   | 21:33   | 49:73 | 371:533 |
| 07. | TC 1899 Blau-Weiss Berlin         | 6           | 2:10   | 14:40   | 31:82 | 346:557 |

#### 1. Tennis-Bundesliga Süd
|     | Mannschaft               | Begegnungen | Punkte | Matches | Sätze | Spiele  |
| --- | ------------------------ | ----------- | ------ | ------- | ----- | ------- |
| 01. | TC Bruckmühl-Feldkirchen | 6           | 10:2   | 38:16   | 83:40 | 564:348 |
| 02. | Karlsruher ETV           | 6           | 8:4    | 34:20   | 74:47 | 518:439 |
| 03. | TB Erlangen              | 6           | 8:4    | 33:21   | 77:46 | 553:397 |
| 04. | MTTC Iphitos München     | 6           | 6:6    | 25:29   | 55:66 | 453:526 |
| 05. | TC Biberach              | 6           | 6:6    | 23:31   | 52:68 | 440:507 |
| 06. | TC Rotenbühl Saarbrücken | 6           | 4:8    | 21:33   | 46:75 | 409:534 |
| 07. | STG Geroksruhe Stuttgart | 6           | 0:12   | 15:39   | 36:81 | 356:542 |

## Tennis-Bundesliga der Damen 2014

### 1. Tennis-Bundesliga der Damen
Der TC Bocholt gewann ungeschlagen seine dritte Meisterschaft in Folge, zog seine Mannschaft allerdings anschließend vom Spielbetrieb zurück.
|     | Mannschaft                    | Begegnungen | Punkte | Matches | Sätze | Spiele  |
| --- | ----------------------------- | ----------- | ------ | ------- | ----- | ------- |
| 01. | TC Fidonia Bocholt (M)        | 6           | 12:0   | 37:17   | 85:40 | 568:375 |
| 02. | M2Beauté Ratingen             | 6           | 10:2   | 41:13   | 88:38 | 581:382 |
| 03. | TC 1899 Blau-Weiss Berlin (N) | 6           | 6:6    | 26:28   | 62:60 | 478:474 |
| 04. | TK Blau-Weiss Aachen          | 6           | 4:8    | 22:32   | 53:74 | 455:522 |
| 05. | TC Moers 08                   | 6           | 4:8    | 20:34   | 45:76 | 493:544 |
| 06. | TC Amberg am Schanzl (N)      | 6           | 4:8    | 17:37   | 40:83 | 385:579 |
| 07. | TEC Waldau Stuttgart          | 6           | 2:10   | 26:28   | 62:64 | 495:489 |

### 2. Tennis-Bundesliga der Damen
Der ETuF Essen und der TC Rot-Blau Regensburg gewannen jeweils ihre Gruppe in der zweiten Bundesliga und stiegen somit in die erste Bundesliga auf. Auch der TC Rüppurr Karlsruhe stieg als Nachrücker für den TC Bocholt auf.

#### 2. Tennis-Bundesliga Nord
|     | Mannschaft                    | Begegnungen | Punkte | Matches | Sätze | Spiele  |
| --- | ----------------------------- | ----------- | ------ | ------- | ----- | ------- |
| 01. | E T U F e.V., Tennisriege (A) | 6           | 12:0   | 46:8    | 95:24 | 610:305 |
| 02. | DTV Hannover (N)              | 6           | 8:4    | 33:21   | 75:52 | 542:465 |
| 03. | Der Club an der Alster        | 6           | 8:4    | 30:24   | 67:57 | 509:468 |
| 04. | Braunschweiger THC            | 6           | 4:8    | 25:29   | 59:65 | 469:499 |
| 05. | Rochusclub Düsseldorf         | 6           | 4:8    | 21:33   | 50:77 | 432:547 |
| 06. | TC Union Münster (N)          | 6           | 4:8    | 15:39   | 38:84 | 394:567 |
| 07. | TC Blau-Weiß Halle            | 6           | 2:10   | 19:35   | 51:76 | 447:552 |

#### 2. Tennis-Bundesliga Süd
|     | Mannschaft                    | Begegnungen | Punkte | Matches | Sätze | Spiele  |
| --- | ----------------------------- | ----------- | ------ | ------- | ----- | ------- |
| 01. | Eckert Tennis Team Regensburg | 6           | 12:0   | 38:16   | 82:38 | 551:375 |
| 02. | TC Rüppurr                    | 6           | 8:4    | 40:14   | 87:36 | 578:342 |
| 03. | BASF TC Ludwigshafen (A)      | 6           | 8:4    | 32:22   | 68:51 | 483:451 |
| 04. | TGS Bieber Offenbach (N)      | 6           | 6:6    | 26:28   | 57:59 | 479:481 |
| 05. | GW Luitpoldpark München (N)   | 6           | 4:8    | 21:33   | 48:69 | 480:525 |
| 06. | SC SAFO Frankfurt (N)         | 6           | 2:10   | 17:37   | 35:81 | 352:589 |
| 07. | MTTC Iphitos München          | 6           | 2:10   | 15:39   | 40:83 | 395:555 |